# Катыши (Орловская область)
Катыши — деревня в Сосковском районе Орловской области России.
Входит в состав Мураевского сельского поселения.

## География
Расположена западнее села Мелихово рядом с истоком речки, впадающей в реку Лешенка.
Просёлочная дорога соединяет Катыши с автомобильной дорогой 54К-354.

## История
По состоянию на 1927 год деревня принадлежала Мураевскому сельскому совету Сосковской волости Орловского уезда. Её население составляло 203 человека (89 мужчин и 114 женщин) при 43 дворах.

## Население
| 2010 |
| ---- |
| 9    |